# Ōshika
Ōshika (大鹿村, Ōshika-mura) est un village du district de Shimoina, dans la préfecture de Nagano, au Japon.

## Toponymie
Le toponyme « Ōshika » signifie littéralement « grand cerf », en référence aux cerfs sika chassés dans la région depuis des temps immémoriaux.

## Géographie

### Situation
Le village d'Ōshika est situé dans la partie sud-est de la préfecture de Nagano sur l'île de Honshū. C'est un village de montagne qui s'étend dans sa longueur du nord au sud sur 28,5 km, dans le massif montagneux des Alpes du Sud, au sud-est de la ville de Komagane et au nord-est d'Iida.

### Démographie
Au 1er juin 2015, la population d'Ōshika s'élevait à 1 077 habitants répartis sur une superficie de 248,35 km2.

### Hydrographie
Le village d'Ōshika est traversé par la rivière Koshibu, un affluent du fleuve Tenryū qui prend sa source au mont Akaishi et alimente le lac artificiel Koshibu à l'ouest du village.

## Économie
Le village d'Ōshika est essentiellement une commune agricole qui produit des légumes (céleri, radis, asperges, wasabi), des fruits (pommes, myrtilles, raisins, pastèques), du riz et du blé. Il entretient aussi un élevage de bétail, une production de lait et produits dérivés.
La pêche, l'exploitation forestière et la construction sont aussi des activités industrielles bien implantées.

## Histoire
Avant le XIVe siècle, l'ancienne province de Shinano est sous la domination du clan Suwa.
À l'époque Nanboku-chō (1336-1392), le château d'Ōgawara dans la province de Shinano devient le fief d'un fidèle vassal de la Cour du Sud, Kōsaka Takamune.
À l'époque Sengoku (milieu du XVe siècle-fin du XVIe siècle), le château passe dans le domaine du gouverneur féodal Takeda Shingen.
À l'ère Edo, la province de Shinano devient dans le Japon unifié de la dynastie des Tokugawa un territoire administré par le pouvoir central installé à Edo.
Après l'abolition du système des domaines féodaux traditionnels, au début de l'ère Meiji (1868-1912), le village d'Ōgawara est fusionné avec un village voisin pour former le village d'Ōshika dans la préfecture de Chikuma. Cette dernière est abolie en 1876 ; le village d'Ōshika est intégré à la préfecture de Nagano. Les contours du village d'Ōshika sont redéfinis en 1889 en application du nouveau système d'administration des municipalités mis en place par le gouvernement de Meiji.
En 2004, une majorité de villageois s'oppose par référendum à une fusion avec le bourg voisin de Matsukawa.

## Culture locale et patrimoine
Le village d'Ōshika est membre cofondateur de l'association Les Plus Beaux Villages du Japon depuis 2005.

### Onsen
Le village possède deux onsen (stations thermales). L'une, Kashio onsen, exploite une source d'eau salée, et l'autre, Koshibu onsen, une source d'eau chaude.

### Patrimoine architectural

#### Temple Fukutoku
Au centre du village, près de la rivière Koshibu, le hall principal du temple de la prospérité et du bonheur de l'école Tendai, Fukutokuji, est un bâtiment en bois classé trésor national depuis 1950. Le temple Fukutoku a été construit au début de l'époque de Kamakura (1185-1333) ; le bouddha de la médecine, Yakushi, y est vénéré.

#### Musée de la géologie
Chūōkōzōsenhakubutsukan est un musée consacré à la ligne tectonique médiane du Japon. C'est aussi un centre de recherche et d'éducation sur la géologie en général et la tectonique en particulier.

#### Musée Rokuben
Rokubenkan est un musée présentant l'histoire, les arts et les traditions populaires du village d'Ōshika. Des documents retraçant la vie du village à travers les âges, des outils de l'artisanat local, des machines agricoles comme celles utilisées pour la sériciculture, de vieux ustensiles de la vie quotidienne, des costumes de kabuki y sont exposés.
Ce musée est ouvert au public depuis 1994.

### Kabuki
À l'ère Edo, des troupes itinérantes de théâtre japonais traditionnel, le kabuki, se produisaient dans les villages loin de la capitale. À Ōshika, cet art théâtral a été intégré à la culture locale à la fin du XVIIe siècle et transmis de génération en génération depuis.
Deux représentations par an sont organisées, une en automne au sanctuaire Ichiba, l'autre au printemps au sanctuaire Daiseki. Une représentation du kabuki « rural » pratiqué à Ōshika a eu lieu au théâtre national d'Osaka en mars 2000, assurant une notoriété nationale au village d'Ōshika.

### Patrimoine gastronomique
La cuisine d'Ōshika exploite les richesses naturelles en fruits, légumes, poissons et gibiers de la région. Même le sel est du village ; il est extrait de l'eau de source qui alimente la station thermale Kashio. Ainsi, le très populaire curry japonais est préparé à Ōshika avec des venaisons au lieu des traditionnels porc ou bœuf. Et des salades sont confectionnées avec du fromage de chèvre produit localement, des pousses de bambou, des légumes de saison et du gibier.
Le village d'Ōshika maintient une production artisanale de tsukemono, de tofu, de miso et de confiture de myrtille et de pomme.

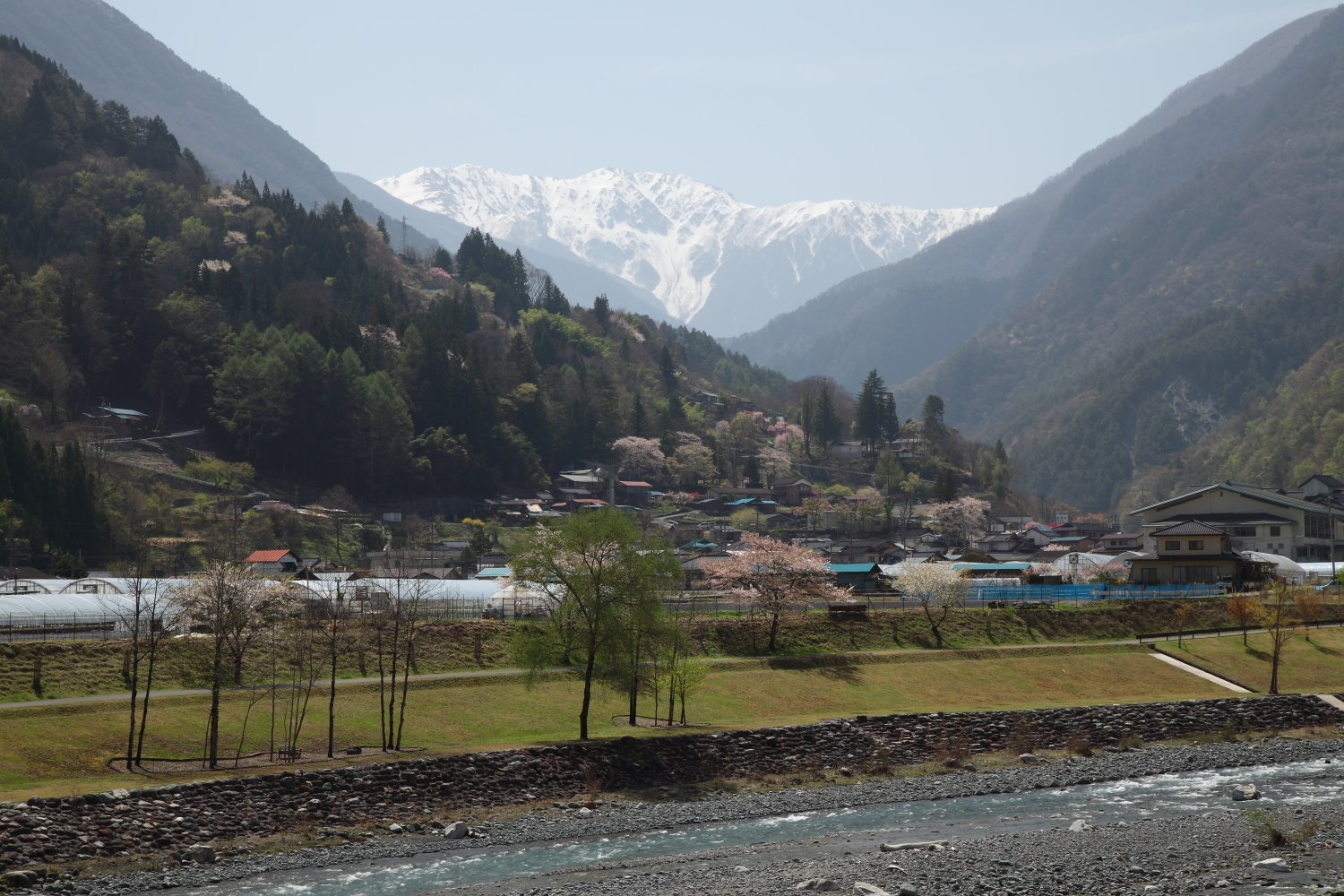
Le village d'Ōshika avec le mont Akaishi en arrière-plan et la rivière Kibushi au premier plan.
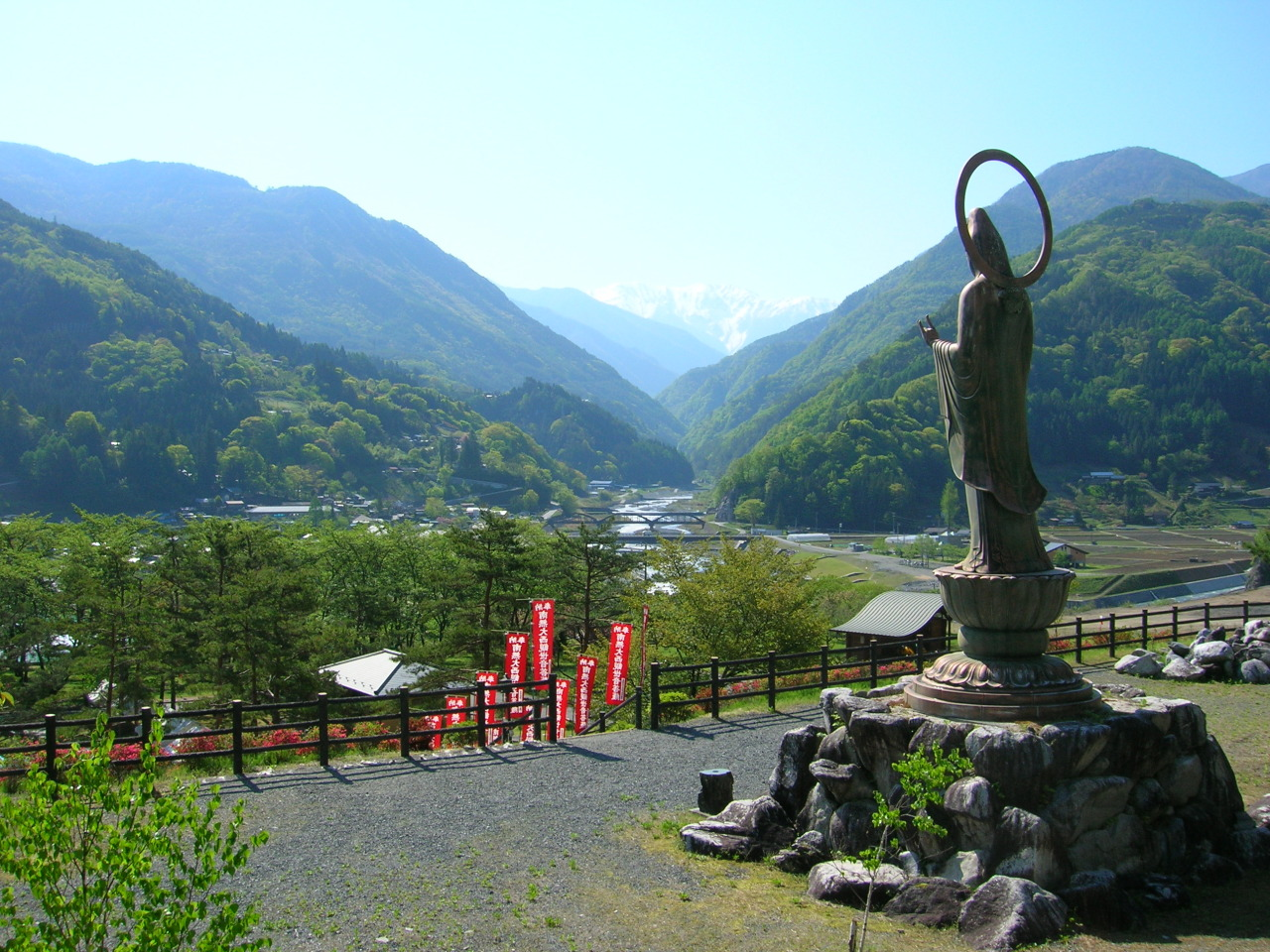
Statue de la déesse de la compassion dans le parc Ōnishi.
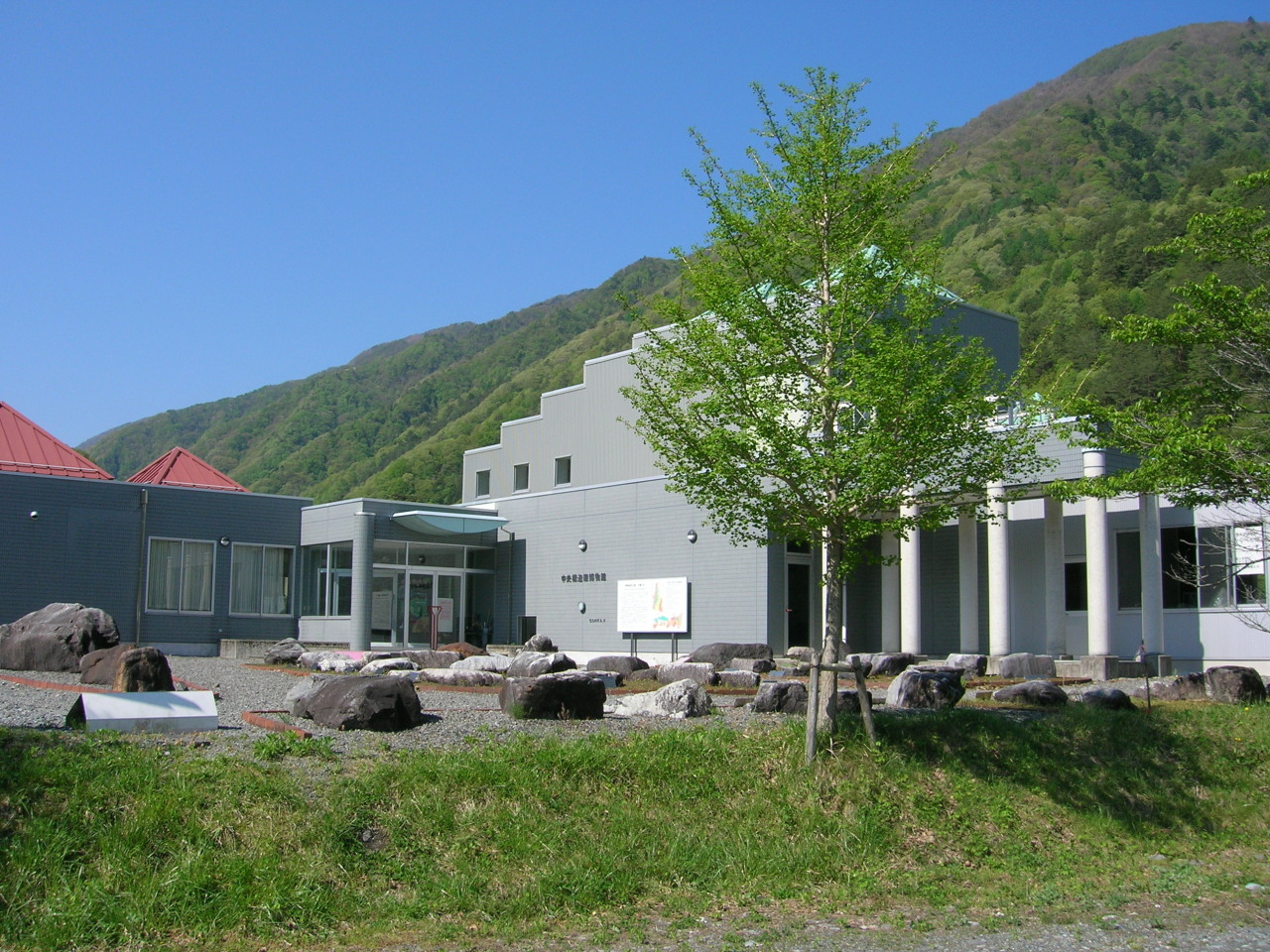
Le géoparc d'Ōshika.

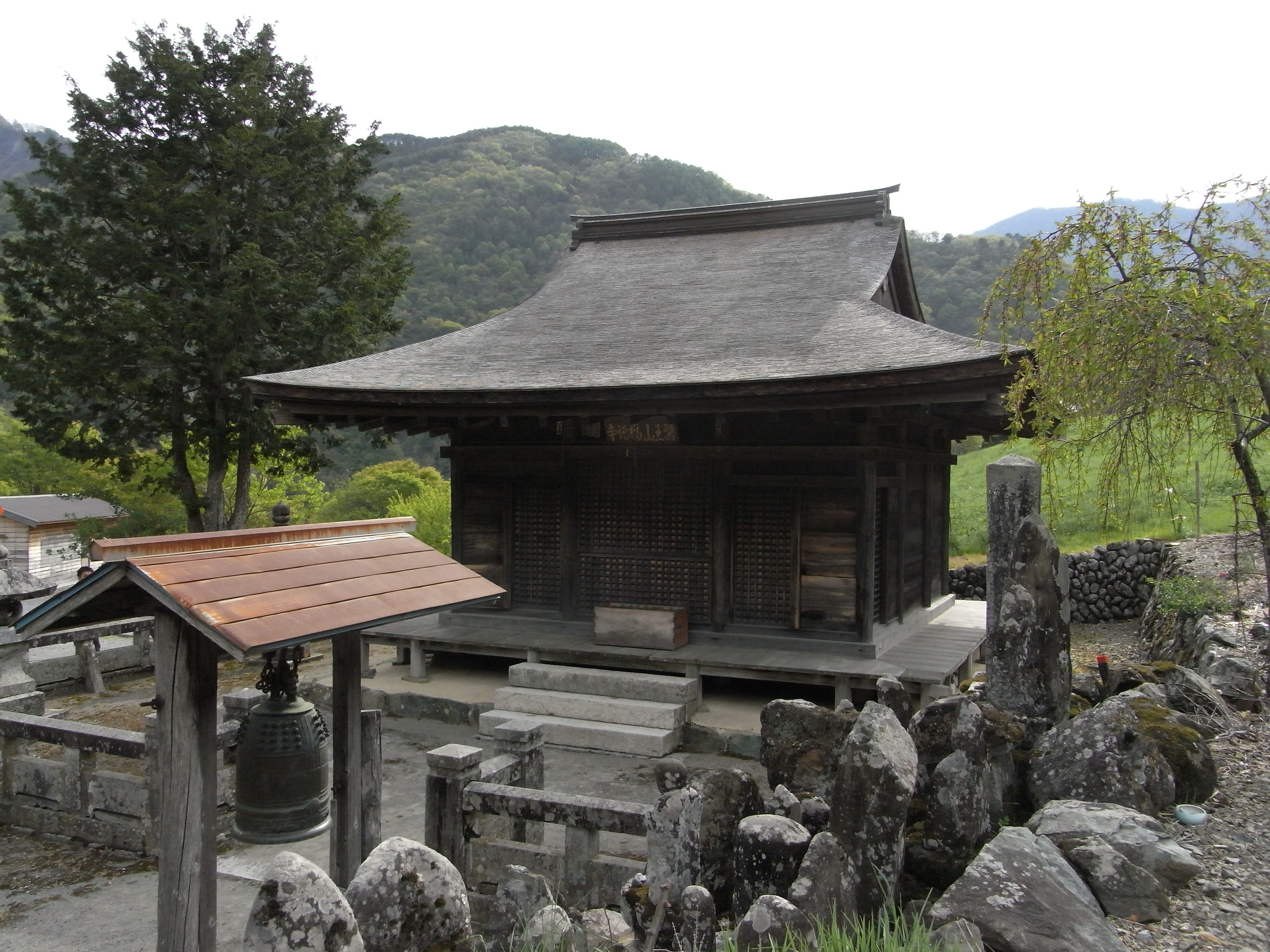
Temple Fukutoku.
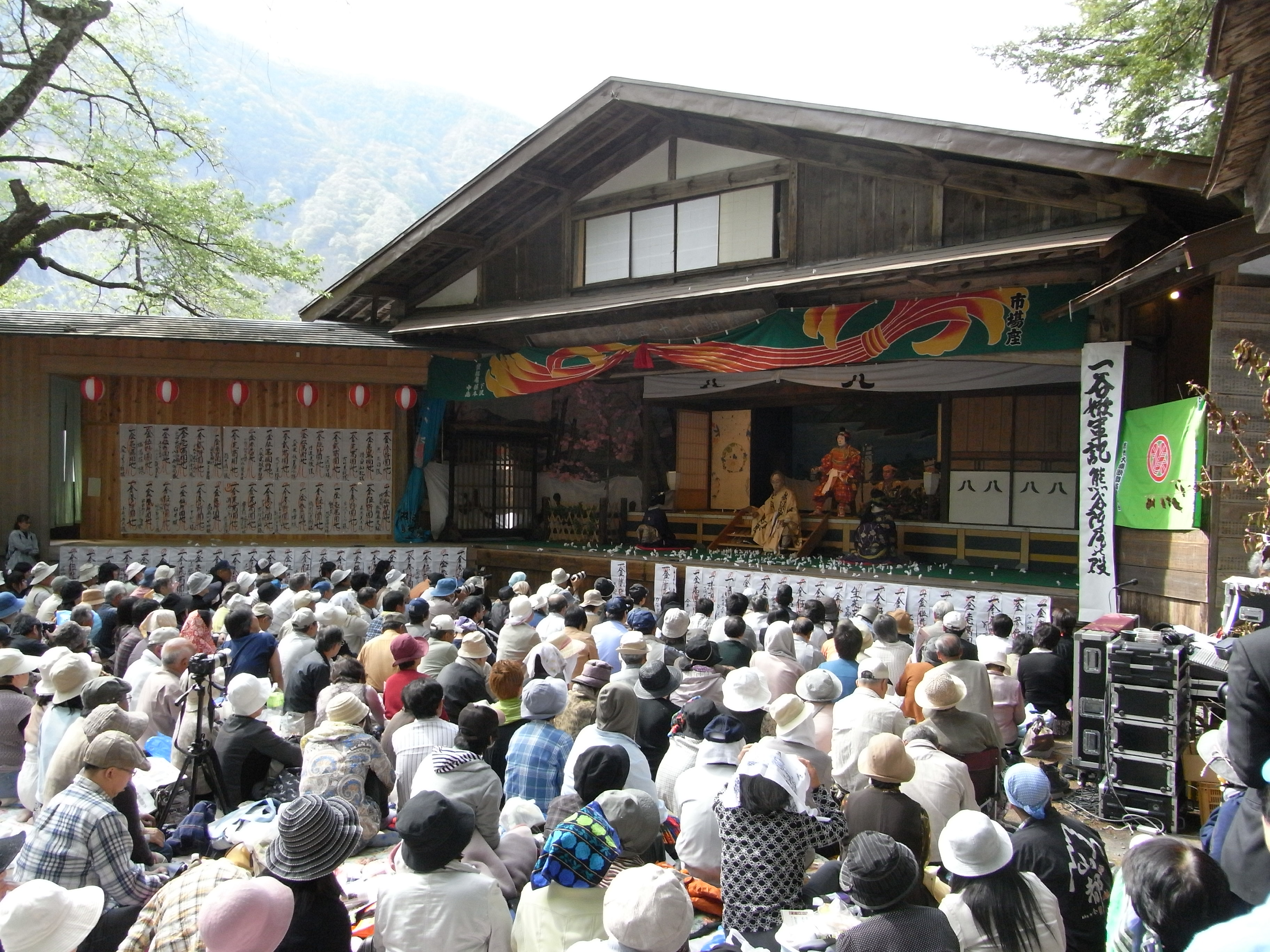
Kabuki au sanctuaire Daiseki.